# Camptomyia alnicola
Camptomyia alnicola är en tvåvingeart som beskrevs av Jean-Jacques Kieffer 1919. Camptomyia alnicola ingår i släktet Camptomyia och familjen gallmyggor.
Artens utbredningsområde är Algeriet. Inga underarter finns listade i Catalogue of Life.